# Vintervägstjärnen (Bygdeå socken, Västerbotten)
Vintervägstjärnen är en sjö i Robertsfors kommun i Västerbotten och ingår i Kålabodaån-Rickleåns kustområde.